# 貝雷什蒂-塔茲勒烏鄉
46°28′N 26°40′E / 46.467°N 26.667°E
貝雷什蒂-塔茲勒烏鄉（羅馬尼亞語：Comuna Berești-Tazlău, Bacău），是羅馬尼亞的鄉份，位於該國東北部，由巴克烏縣負責管轄，面積68平方公里，海拔高度279米，2007年人口5,805，人口密度每平方公里85人。